# Liste des championnes du monde de natation dames bassin de 25 m

## 2Nage libre dames

### 50 m NL dames
| Championnats           | Nageurs                 | Naissance | Âge | Nationalité | Temps      |
| 1993 Palma de Majorque | Le Jingyi               | 1975      | 18  | Chine       | 24 s 23 RM |
| 1995 Rio de Janeiro    | Le Jingyi               | 1975      | 20  | Chine       | 24 s 62    |
| 1997 Göteborg          | Sandra Völker           | 1974      | 23  | Allemagne   | 24 s 70 RE |
| 1999 Hong Kong         | Inge de Bruijn          | 1973      | 26  | Pays-Bas    | 24 s 35 RE |
| 2000 Athènes           | Therese Alshammar       | 1977      | 23  | Suède       | 23 s 59 RM |
| 2002 Moscou            | Therese Alshammar       | 1977      | 25  | Suède       | 24 s 16    |
| 2004 Indianapolis      | Marleen Veldhuis        | 1979      | 25  | Pays-Bas    | 24 s 41    |
| 2006 Shanghai          | Lisbeth Lenton          | 1985      | 21  | Australie   | 23 s 97    |
| 2008 Manchester        | Marleen Veldhuis        | 1979      | 29  | Pays-Bas    | 23 s 25 RM |
| 2010 Dubaï             | Ranomi Kromowidjojo     | 1990      | 20  | Pays-Bas    | 23 s 37    |
| 2012 Istanbul          | Aliaksandra Herasimenia | 1985      | 27  | Biélorussie | 23 s 64    |
| 2014 Doha              | Ranomi Kromowidjojo     | 1990      | 24  | Pays-Bas    | 23 s 32    |
| 2016 Windsor           | Ranomi Kromowidjojo     | 1990      | 26  | Pays-Bas    | 23 s 60    |
| 2018 Hangzhou          | Ranomi Kromowidjojo     | 1990      | 28  | Pays-Bas    | 23 s 19    |
| 2021 Abou Dabi         | Sarah Sjöström          | 1993      | 28  | Suède       | 23 s 08    |
| 2022 Melbourne         | Emma McKeon             | 1994      | 28  | Australie   | 23 s 04    |

### 100 m NL dames
| Championnats           | Nageurs                    | Naissance | Âge | Nationalité | Temps      |
| 1993 Palma de Majorque | Le Jingyi                  | 1975      | 18  | Chine       | 53 s 01 RM |
| 1995 Rio de Janeiro    | Le Jingyi                  | 1975      | 18  | Chine       | 53 s 23    |
| 1997 Göteborg          | Jenny Thompson             | 1973      | 24  | États-Unis  | 53 s 46    |
| 1999 Hong Kong         | Jenny Thompson             | 1973      | 26  | États-Unis  | 53 s 24    |
| 2000 Athènes           | Therese Alshammar          | 1977      | 23  | Suède       | 52 s 17 RM |
| 2002 Moscou            | Therese Alshammar          | 1977      | 25  | Suède       | 52 s 89    |
| 2004 Indianapolis      | Lisbeth Lenton             | 1985      | 19  | Australie   | 52 s 67    |
| 2006 Shanghai          | Lisbeth Lenton             | 1985      | 21  | Australie   | 52 s 33    |
| 2008 Manchester        | Marleen Veldhuis           | 1979      | 29  | Pays-Bas    | 52 s 17    |
| 2010 Dubaï             | Ranomi Kromowidjojo        | 1990      | 20  | Pays-Bas    | 51 s 45    |
| 2012 Istanbul          | Britta Steffen             | 1983      | 29  | Allemagne   | 52 s 31    |
| 2014 Doha              | Femke Heemskerk            | 1987      | 27  | Pays-Bas    | 51 s 37 RC |
| 2016 Windsor           | Brittany Elmslie           | 1994      | 22  | Australie   | 51 s 81    |
| 2018 Hangzhou          | Ranomi Kromowidjojo        | 1990      | 28  | Pays-Bas    | 51 s 14    |
| 2021 Abou Dabi         | Siobhán Bernadette Haughey | 1997      | 24  | Hong Kong   | 50 s 98    |
| 2022 Melbourne         | Emma McKeon                | 1994      | 28  | Australie   | 50 s 77    |

### 200 m NL dames
| Championnats           | Nageurs                    | Naissance | Âge | Nationalité | Temps            |
| 1993 Palma de Majorque | Karen Pickering            | 1971      | 22  | Royaume-Uni | 1 min 56 s 25    |
| 1995 Rio de Janeiro    | Claudia Poll               | 1972      | 23  | Costa Rica  | 1 min 55 s 42 RM |
| 1997 Göteborg          | Claudia Poll               | 1972      | 25  | Costa Rica  | 1 min 54 s 17 RM |
| 1999 Hong Kong         | Martina Moravcova          | 1976      | 23  | Slovaquie   | 1 min 56 s 11    |
| 2000 Athènes           | Yang Yu                    | 1985      | 15  | Chine       | 1 min 56 s 06    |
| 2002 Moscou            | Lindsay Benko              | 1976      | 26  | États-Unis  | 1 min 54 s 04 RM |
| 2004 Indianapolis      | Josefin Lillhage           | 1980      | 24  | Suède       | 1 min 56 s 35    |
| 2006 Shanghai          | Yang Yu                    | 1985      | 21  | Chine       | 1 min 54 s 94    |
| 2008 Manchester        | Kylie Palmer               | 1990      | 18  | Australie   | 1 min 54 s 41    |
| 2010 Dubaï             | Camille Muffat             | 1989      | 21  | France      | 1 min 52 s 29    |
| 2012 Istanbul          | Allison Schmitt            | 1990      | 22  | États-Unis  | 1 min 53 s 59    |
| 2014 Doha              | Sarah Sjöström             | 1993      | 21  | Suède       | 1 min 50 s 78 RM |
| 2016 Windsor           | Federica Pellegrini        | 1988      | 28  | Italie      | 1 min 51 s 73    |
| 2018 Hangzhou          | Ariarne Titmus             | 2000      | 18  | Australie   | 1 min 51 s 38    |
| 2021 Abou Dabi         | Siobhán Bernadette Haughey | 1997      | 24  | Hong Kong   | 1 min 50 s 31    |
| 2022 Melbourne         | Siobhán Bernadette Haughey | 1997      | 25  | Hong Kong   | 1 min 51 s 65    |

### 400 m NL dames
| Championnats           | Nageurs           | Naissance | Âge | Nationalité | Temps            |
| 1993 Palma de Majorque | Janet Evans       | 1971      | 22  | États-Unis  | 4 min 05 s 64    |
| 1995 Rio de Janeiro    | Claudia Poll      | 1972      | 23  | Costa Rica  | 4 min 05 s 18    |
| 1997 Göteborg          | Claudia Poll      | 1972      | 25  | Costa Rica  | 4 min 00 s 03 RM |
| 1999 Hong Kong         | Nadejda Chemezova |           |     | Russie      | 4 min 05 s 23    |
| 2000 Athènes           | Lindsay Benko     | 1976      | 24  | États-Unis  | 4 min 02 s 44    |
| 2002 Moscou            | Yana Klochkova    | 1982      | 20  | Ukraine     | 4 min 01 s 26    |
| 2004 Indianapolis      | Kaitlin Sandeno   | 1983      | 21  | États-Unis  | 4 min 02 s 01    |
| 2006 Shanghai          | Kate Ziegler      | 1988      | 18  | États-Unis  | 4 min 01 s 79    |
| 2008 Manchester        | Kylie Palmer      | 1990      | 18  | Australie   | 3 min 59 s 23    |
| 2010 Dubaï             | Katie Hoff        | 1989      | 21  | États-Unis  | 3 min 57 s 07    |
| 2012 Istanbul          | Melanie Costa     | 1989      | 23  | Espagne     | 4 min 01 s 18    |
| 2014 Doha              | Mireia Belmonte   | 1990      | 24  | Espagne     | 3 min 55 s 76    |
| 2016 Windsor           | Leah Smith        | 1995      | 21  | États-Unis  | 3 min 57 s 78    |
| 2018 Hangzhou          | Ariarne Titmus    | 2000      | 18  | Australie   | 3 min 53 s 92 RM |
| 2021 Abou Dabi         | Li Bingjie        | 2002      | 19  | Chine       | 3 min 55 s 83    |
| 2022 Melbourne         | Lani Pallister    | 2002      | 20  | Australie   | 3 min 55 s 04    |

### 800 m NL dames
| Championnats           | Nageurs            | Naissance | Âge | Nationalité | Temps         |
| 1993 Palma de Majorque | Janet Evans        | 1971      | 22  | États-Unis  | 8 min 22 s 43 |
| 1995 Rio de Janeiro    | Sarah Hardcastle   | 1969      | 26  | Royaume-Uni | 8 min 25 s 46 |
| 1997 Göteborg          | Natasha Bowron     |           |     | Australie   | 8 min 26 s 45 |
| 1999 Hong Kong         | Hua Chen           | 1982      | 17  | Chine       | 8 min 20 s 13 |
| 2000 Athènes           | Hua Chen           | 1982      | 18  | Chine       | 8 min 17 s 03 |
| 2002 Moscou            | Hua Chen           | 1982      | 20  | Chine       | 8 min 16 s 34 |
| 2004 Indianapolis      | Sachiko Yamada     | 1982      | 22  | Japon       | 8 min 18 s 21 |
| 2006 Shanghai          | Anastasia Ivanenko | 1989      | 17  | Russie      | 8 min 11 s 99 |
| 2008 Manchester        | Rebecca Adlington  | 1989      | 19  | Royaume-Uni | 8 min 08 s 25 |
| 2010 Dubaï             | Erika Villaécija   | 1984      | 26  | Espagne     | 8 min 11 s 61 |
| 2012 Istanbul          | Lauren Boyle       | 1987      | 25  | Australie   | 8 min 08 s 62 |
| 2014 Doha              | Mireia Belmonte    | 1990      | 24  | Espagne     | 8 min 03 s 41 |
| 2016 Windsor           | Leah Smith         | 1995      | 21  | États-Unis  | 8 min 10 s 17 |
| 2018 Hangzhou          | Wang Jianjiahe     | 2002      | 16  | Chine       | 8 min 04 s 35 |
| 2021 Abou Dabi         | Li Bingjie         | 2002      | 19  | Chine       | 8 min 02 s 90 |
| 2022 Melbourne         | Lani Pallister     | 2002      | 20  | Australie   | 8 min 04 s 07 |

### 1 500 m NL dames
| Championnats   | Nageurs        | Naissance | Âge | Nationalité | Temps          |
| 2022 Melbourne | Lani Pallister | 2002      | 20  | Australie   | 15 min 21 s 43 |

## Dos dames

### 50 m dos dames
| Championnats      | Nageurs            | Naissance | Âge | Nationalité | Temps      |
| 1999 Hong Kong    | Sandra Völker      | 1974      | 25  | Allemagne   | 27 s 63    |
| 2000 Athènes      | Antje Buschschulte | 1978      | 22  | Allemagne   | 27 s 90    |
| 2002 Moscou       | Jennifer Carroll   | 1981      | 21  | Canada      | 27 s 38    |
| 2004 Indianapolis | Haley Cope         | 1979      | 25  | États-Unis  | 27 s 49    |
| 2006 Shanghai     | Janine Pietsch     | 1982      | 24  | Allemagne   | 27 s 00    |
| 2008 Manchester   | Sanja Jovanovic    | 1986      | 22  | Croatie     | 26 s 37 RM |
| 2010 Dubaï        | Jing Zhao          | 1990      | 20  | Chine       | 26 s 27    |
| 2012 Istanbul     | Lu Ying            | 1989      | 23  | Chine       | 25 s 14    |
| 2014 Doha         | Etiene Medeiros    | 1991      | 23  | Brésil      | 25 s 67 RM |
| 2016 Windsor      | Etiene Medeiros    | 1991      | 25  | Brésil      | 25 s 82    |
| 2018 Hangzhou     | Olivia Smoliga     | 1994      | 24  | États-Unis  | 25 s 88    |
| 2021 Abou Dabi    | Margaret MacNeil   | 2000      | 21  | Canada      | 25 s 27 RM |
| 2022 Melbourne    | Margaret MacNeil   | 2000      | 22  | Canada      | 25 s 25 RM |

### 100 m dos dames
| Championnats           | Nageurs          | Naissance | Âge | Nationalité | Temps         |
| 1993 Palma de Majorque | Angel Martino    | 1967      | 26  | États-Unis  | 58 s 50 RM    |
| 1995 Rio de Janeiro    | Misty Hyman      | 1979      | 26  | États-Unis  | 1 min 00 s 21 |
| 1997 Göteborg          | Donghua Lu       |           |     | Chine       | 59 s 75       |
| 1999 Hong Kong         | Mai Nakamura     | 1979      | 20  | Japon       | 58 s 67       |
| 2000 Athènes           | Sandra Völker    | 1974      | 26  | Allemagne   | 58 s 66       |
| 2002 Moscou            | Haley Cope       | 1979      | 23  | États-Unis  | 59 s 07       |
| 2004 Indianapolis      | Haley Cope       | 1979      | 23  | États-Unis  | 59 s 03       |
| 2006 Shanghai          | Janine Pietsch   | 1982      | 24  | Allemagne   | 58 s 02       |
| 2008 Manchester        | Kirsty Coventry  | 1983      | 27  | Zimbabwe    | 57 s 10       |
| 2010 Dubaï             | Natalie Coughlin | 1982      | 28  | États-Unis  | 56 s 08       |
| 2012 Istanbul          | Ilaria Bianchi   | 1990      | 23  | Italie      | 56 s 13       |
| 2014 Doha              | Katinka Hosszú   | 1989      | 25  | Hongrie     | 55 s 03 RM    |
| 2016 Windsor           | Katinka Hosszú   | 1989      | 27  | Hongrie     | 55 s 54       |
| 2018 Hangzhou          | Olivia Smoliga   | 1994      | 24  | États-Unis  | 56 s 19       |
| 2021 Abou Dabi         | Louise Hansson   | 1996      | 25  | Suède       | 55 s 20       |
| 2022 Melbourne         | Kaylee McKeown   | 2001      | 21  | Australie   | 55 s 49       |

### 200 m dos dames
| Championnats           | Nageurs            | Naissance | Âge | Nationalité | Temps            |
| 1993 Palma de Majorque | Cihong He          |           |     | Chine       | 2 min 06 s 09 RM |
| 1995 Rio de Janeiro    | Mette Jacobsen     | 1973      | 22  | Danemark    | 2 min 08 s 18    |
| 1997 Göteborg          | Yan Chen           |           |     | Chine       | 2 min 07 s 50    |
| 1999 Hong Kong         | Mai Nakamura       | 1979      | 20  | Japon       | 2 min 06 s 49    |
| 2000 Athènes           | Antje Buschschulte | 1978      | 22  | Allemagne   | 2 min 07 s 29    |
| 2002 Moscou            | Lindsay Benko      | 1976      | 26  | États-Unis  | 2 min 04 s 97    |
| 2004 Indianapolis      | Margaret Hoelzer   | 1983      | 21  | États-Unis  | 2 min 05 s 84    |
| 2006 Shanghai          | Margaret Hoelzer   | 1983      | 23  | États-Unis  | 2 min 05 s 29    |
| 2008 Manchester        | Kirsty Coventry    | 1983      | 27  | Zimbabwe    | 2 min 00 s 91    |
| 2010 Dubaï             | Alexianne Castel   | 1990      | 20  | France      | 2 min 01 s 67    |
| 2012 Istanbul          | Katinka Hosszú     | 1989      | 23  | Hongrie     | 2 min 02 s 20 RM |
| 2014 Doha              | Katinka Hosszú     | 1989      | 25  | Hongrie     | 1 min 59 s 23 RM |
| 2016 Windsor           | Katinka Hosszú     | 1989      | 27  | Hongrie     | 2 min 02 s 15    |
| 2018 Hangzhou          | Lisa Bratton       | 1996      | 22  | États-Unis  | 2 min 00 s 71    |
| 2021 Abou Dabi         | Rhyan White        | 2000      | 21  | États-Unis  | 2 min 01 s 58    |
| 2022 Melbourne         | Kaylee McKeown     | 2001      | 21  | Australie   | 1 min 59 s 26    |

## Brasse dames

### 50 m brasse dames
| Championnats      | Nageurs            | Naissance | Âge | Nationalité    | Temps        |
| 1999 Hong Kong    | Masami Tanaka      | 1979      | 20  | Japon          | 30 s 80      |
| 2000 Athènes      | Sarah Poewe        | 1983      | 19  | Afrique du Sud | 30 s 66      |
| 2002 Moscou       | Emma Igelström     | 1980      | 22  | Suède          | 29 s 96 RM   |
| 2004 Indianapolis | Brooke Hanson      | 1978      | 26  | Australie      | 30 s 20      |
| 2006 Shanghai     | Jade Edmistone     | 1982      | 24  | Australie      | 30 s 22      |
| 2008 Manchester   | Jessica Hardy      | 1987      | 21  | États-Unis     | 29 s 58 RM   |
| 2010 Dubaï        | Rebecca Soni       | 1987      | 23  | États-Unis     | 29 s 83      |
| 2012 Istanbul     | Zhao Jing          | 1990      | 21  | Chine          | 25 s 95 (RC) |
| 2014 Doha         | Rūta Meilutytė     | 1997      | 17  | Lituanie       | 28 s 84      |
| 2016 Windsor      | Lilly King         | 1997      | 19  | États-Unis     | 28 s 92      |
| 2018 Hangzhou     | Alia Atkinson      | 1988      | 30  | Jamaïque       | 29 s 05      |
| 2021 Abou Dabi    | Anastasia Gorbenko | 2003      | 18  | Israël         | 29 s 34      |
| 2022 Melbourne    | Rūta Meilutytė     | 1997      | 25  | Lituanie       | 28 s 50      |

### 100 m brasse dames
| Championnats           | Nageurs        | Naissance | Âge | Nationalité    | Temps             |
| 1993 Palma de Majorque | Guohong Dai    |           |     | Chine          | 1 min 06 s 58 RM  |
| 1995 Rio de Janeiro    | Samantha Riley | 1972      | 23  | Australie      | 1 min 05 s 70 RM  |
| 1997 Göteborg          | Kristy Ellem   |           |     | Australie      | 1 min 08 s 27     |
| 1999 Hong Kong         | Masami Tanaka  | 1979      | 20  | Japon          | 1 min 06 s 38     |
| 2000 Athènes           | Sarah Poewe    | 1983      | 17  | Afrique du Sud | 1 min 06 s 21     |
| 2002 Moscou            | Emma Igelström | 1980      | 22  | Suède          | 1 min 05 s 38 RM  |
| 2004 Indianapolis      | Brooke Hanson  | 1978      | 26  | Australie      | 1 min 05 s 36     |
| 2006 Shanghai          | Tara Kirk      | 1982      | 24  | États-Unis     | 1 min 05 s 25     |
| 2008 Manchester        | Jessica Hardy  | 1987      | 21  | États-Unis     | 1 min 04 s 22     |
| 2010 Dubaï             | Rebecca Soni   | 1987      | 23  | États-Unis     | 1 min 03 s 98     |
| 2012 Istanbul          | Olivia Smoliga | 1994      | 17  | États-Unis     | 56 s 64           |
| 2014 Doha              | Alia Atkinson  | 1988      | 26  | Jamaïque       | 1 min 02 s 36 =RM |
| 2016 Windsor           | Alia Atkinson  | 1988      | 28  | Jamaïque       | 1 min 03 s 03     |
| 2018 Hangzhou          | Alia Atkinson  | 1988      | 30  | Jamaïque       | 1 min 03 s 51     |
| 2021 Abou Dabi         | Tang Qianting  | 2004      | 17  | Chine          | 1 min 03 s 47     |
| 2022 Melbourne         | Lilly King     | 1997      | 25  | États-Unis     | 1 min 02 s 67     |

### 200 m brasse dames
| Championnats           | Nageurs           | Naissance | Âge | Nationalité    | Temps            |
| 1993 Palma de Majorque | Guohong Dai       |           |     | Chine          | 2 min 21 s 99 RM |
| 1995 Rio de Janeiro    | Samantha Riley    | 1972      | 23  | Australie      | 2 min 20 s 85 RM |
| 1997 Göteborg          | Kristy Ellem      |           |     | Australie      | 2 min 22 s 68    |
| 1999 Hong Kong         | Masami Tanaka     | 1979      | 20  | Japon          | 2 min 20 s 22    |
| 2000 Athènes           | Rebecca Brown     |           |     | Australie      | 2 min 23 s 41    |
| 2002 Moscou            | Qi Hui            | 1985      | 17  | Chine          | 2 min 20 s 91    |
| 2004 Indianapolis      | Brooke Hanson     | 1978      | 26  | Australie      | 2 min 21 s 68    |
| 2006 Shanghai          | Qi Hui            | 1985      | 21  | Chine          | 2 min 20 s 72    |
| 2008 Manchester        | Suzaan van Biljon | 1988      | 20  | Afrique du Sud | 2 min 18 s 73    |
| 2010 Dubaï             | Rebecca Soni      | 1987      | 23  | États-Unis     | 2 min 16 s 39    |
| 2012 Istanbul          | Daryna Zevina     | 1994      | 17  | Ukraine        | 2 min 02 s 24    |
| 2014 Doha              | Kanako Watanabe   | 1996      | 16  | Japon          | 2 min 16 s 92    |
| 2016 Windsor           | Molly Renshaw     | 1996      | 20  | Royaume-Uni    | 2 min 18 s 51    |
| 2018 Hangzhou          | Annie Lazor       | 1994      | 24  | États-Unis     | 2 min 18 s 32    |
| 2021 Abou Dabi         | Emily Escobedo    | 1995      | 26  | États-Unis     | 2 min 17 s 85    |
| 2022 Melbourne         | Kate Douglass     | 2001      | 21  | États-Unis     | 2 min 15 s 77    |

## Papillon dames

### 50 m papillon dames
| Championnats      | Nageurs               | Naissance | Âge | Nationalité | Temps      |
| 1999 Hong Kong    | Jenny Thompson        | 1973      | 26  | États-Unis  | 26 s 18    |
| 2000 Athènes      | Jenny Thompson        | 1973      | 27  | États-Unis  | 26 s 13    |
| 2002 Moscou       | Anna-Karin Kammerling | 1980      | 22  | Suède       | 25 s 55    |
| 2004 Indianapolis | Jenny Thompson        | 1973      | 29  | États-Unis  | 25 s 89    |
| 2006 Shanghai     | Therese Alshammar     | 1977      | 29  | Suède       | 25 s 76    |
| 2008 Manchester   | Felicity Galvez       | 1985      | 23  | Australie   | 25 s 32 RM |
| 2010 Dubaï        | Therese Alshammar     | 1977      | 33  | Suède       | 24 s 87    |
| 2012 Istanbul     | Rūta Meilutytė        | 1997      | 15  | Lituanie    | 29 s 44    |
| 2014 Doha         | Sarah Sjöström        | 1993      | 21  | Suède       | 24 s 58    |
| 2016 Windsor      | Jeanette Ottesen      | 1987      | 29  | Danemark    | 24 s 92    |
| 2018 Hangzhou     | Ranomi Kromowidjojo   | 1990      | 28  | Pays-Bas    | 24 s 47    |
| 2021 Abou Dabi    | Ranomi Kromowidjojo   | 1990      | 31  | Pays-Bas    | 24 s 44    |
| 2022 Melbourne    | Torri Huske           | 2002      | 20  | États-Unis  | 24 s 64    |
| 2022 Melbourne    | Margaret MacNeil      | 2000      | 22  | Canada      | 24 s 64    |

### 100 m papillon dames
| Championnats           | Nageurs           | Naissance | Âge | Nationalité | Temps         |
| 1993 Palma de Majorque | Susie O'Neill     | 1973      | 20  | Australie   | 59 s 19       |
| 1995 Rio de Janeiro    | Limin Liu         |           |     | Chine       | 58 s 68 RM    |
| 1997 Göteborg          | Jenny Thompson    | 1973      | 24  | États-Unis  | 57 s 79 RM    |
| 1999 Hong Kong         | Jenny Thompson    | 1973      | 26  | États-Unis  | 57 s 65       |
| 2000 Athènes           | Jenny Thompson    | 1973      | 27  | États-Unis  | 57 s 67       |
| 2002 Moscou            | Martina Moravcová | 1976      | 26  | Slovaquie   | 57 s 04       |
| 2004 Indianapolis      | Martina Moravcová | 1976      | 28  | Slovaquie   | 57 s 38       |
| 2006 Shanghai          | Lisbeth Lenton    | 1985      | 21  | Australie   | 56 s 61       |
| 2008 Manchester        | Felicity Galvez   | 1985      | 23  | Australie   | 55 s 89 RM    |
| 2010 Dubaï             | Felicity Galvez   | 1985      | 25  | Australie   | 55 s 43       |
| 2012 Istanbul          | Rūta Meilutytė    | 1997      | 15  | Lituanie    | 1 min 03 s 52 |
| 2014 Doha              | Sarah Sjöström    | 1993      | 21  | Suède       | 54 s 61 RM    |
| 2016 Windsor           | Katinka Hosszú    | 1989      | 27  | Hongrie     | 55 s 54       |
| 2018 Hangzhou          | Kelsi Worrell     | 1994      | 24  | États-Unis  | 55 s 01       |
| 2021 Abou Dabi         | Margaret MacNeil  | 2000      | 21  | Canada      | 55 s 04       |
| 2022 Melbourne         | Margaret MacNeil  | 2000      | 21  | Canada      | 54 s 05 RM    |

### 200 m papillon dames
| Championnats           | Nageurs                | Naissance | Âge | Nationalité | Temps            |
| 1993 Palma de Majorque | Limin Liu              |           |     | Chine       | 2 min 08 s 51    |
| 1995 Rio de Janeiro    | Susie O'Neill          | 1973      | 22  | Australie   | 2 min 06 s 18    |
| 1997 Göteborg          | Limin Liu              |           |     | Chine       | 2 min 07 s 20    |
| 1999 Hong Kong         | Mette Jacobsen         | 1973      | 26  | Danemark    | 2 min 06 s 52 RE |
| 2000 Athènes           | Mette Jacobsen         | 1973      | 27  | Danemark    | 2 min 08 s 103   |
| 2002 Moscou            | Petria Thomas          | 1975      | 27  | Australie   | 2 min 05 s 76    |
| 2004 Indianapolis      | Kaitlin Sandeno        | 1983      | 21  | États-Unis  | 2 min 06 s 95    |
| 2006 Shanghai          | Jessicah Schipper      | 1986      | 20  | Australie   | 2 min 05 s 11    |
| 2008 Manchester        | Mary Descenza          | 1984      | 24  | États-Unis  | 2 min 04 s 27    |
| 2010 Dubaï             | Mireia Belmonte García | 1990      | 20  | Espagne     | 2 min 03 s 59    |
| 2012 Istanbul          | Rikke Møller Pedersen  | 1989      | 23  | Danemark    | 2 min 16 s 08    |
| 2014 Doha              | Mireia Belmonte        | 1990      | 24  | Espagne     | 1 min 59 s 61 RM |
| 2016 Windsor           | Katinka Hosszú         | 1989      | 27  | Hongrie     | 2 min 00 s 79    |
| 2018 Hangzhou          | Katinka Hosszú         | 1989      | 29  | Hongrie     | 2 min 01 s 60    |
| 2021 Abou Dabi         | Zhang Yufei            | 1998      | 23  | Chine       | 2 min 03 s 01    |
| 2022 Melbourne         | Dakota Luther          | 1999      | 23  | États-Unis  | 2 min 03 s 37    |

## 4 nages dames

### 100 m 4 nages dames
| Championnats      | Nageurs            | Naissance | Âge | Nationalité | Temps            |
| 1999 Hong Kong    | Martina Moravcová  | 1976      | 23  | Slovaquie   | 1 min 00 s 20 RE |
| 2000 Athènes      | Martina Moravcová  | 1976      | 24  | Slovaquie   | 59 s 71          |
| 2002 Moscou       | Martina Moravcová  | 1976      | 23  | Slovaquie   | 59 s 91          |
| 2004 Indianapolis | Brooke Hanson      | 1978      | 26  | Australie   | 1 min 00 s 01    |
| 2006 Shanghai     | Brooke Hanson      | 1978      | 28  | Australie   | 1 min 00 s 16    |
| 2008 Manchester   | Shayne Reese       | 1982      | 26  | Australie   | 59 s 58          |
| 2010 Dubaï        | Ariana Kukors      | 1989      | 21  | États-Unis  | 58 s 95          |
| 2012 Istanbul     | Katinka Hosszú     | 1989      | 23  | Hongrie     | 58 s 49          |
| 2014 Doha         | Katinka Hosszú     | 1989      | 25  | Hongrie     | 56 s 70 RM       |
| 2016 Windsor      | Katinka Hosszú     | 1989      | 27  | Hongrie     | 57 s 24          |
| 2018 Hangzhou     | Katinka Hosszú     | 1989      | 29  | Hongrie     | 57 s 26          |
| 2021 Abou Dabi    | Anastasia Gorbenko | 2003      | 18  | Israël      | 57 s 80          |
| 2022 Melbourne    | Marrit Steenbergen | 2000      | 22  | Pays-Bas    | 57 s 53          |

### 200 m 4 nages dames
| Championnats           | Nageurs                | Naissance | Âge | Nationalité | Temps              |
| 1993 Palma de Majorque | Allison Wagner         | 1977      | 26  | États-Unis  | 2 min 07 s 79 RM   |
| 1995 Rio de Janeiro    | Elli Overton           | 1974      | 21  | Australie   | 2 min 11 s 67      |
| 1997 Göteborg          | Louise Karlsson        |           |     | Suède       | 2 min 11 s 19      |
| 1999 Hong Kong         | Martina Moravcová      | 1976      | 23  | Slovaquie   | 2 min 08 s 55 RE   |
| 2000 Athènes           | Yana Klochkova         | 1982      | 18  | Ukraine     | 2 min 08 s 97      |
| 2002 Moscou            | Yana Klochkova         | 1982      | 20  | Ukraine     | 2 min 08 s 92      |
| 2004 Indianapolis      | Brooke Hanson          | 1978      | 26  | Australie   | 2 min 09 s 81      |
| 2006 Shanghai          | Hui Qi                 | 1985      | 21  | Chine       | 2 min 09 s 33      |
| 2008 Manchester        | Kirsty Coventry        | 1983      | 25  | Zimbabwe    | 2 min 06 s 13 RM   |
| 2010 Dubaï             | Mireia Belmonte García | 1990      | 20  | Espagne     | 2 min 05 s 73      |
| 2012 Istanbul          | Ye Shiwen              | 1996      | 16  | Chine       | 2 min 04 s 64 (RC) |
| 2014 Doha              | Katinka Hosszú         | 1989      | 25  | Hongrie     | 2 min 01 s 86 RM   |
| 2016 Windsor           | Katinka Hosszú         | 1989      | 27  | Hongrie     | 2 min 02 s 90      |
| 2018 Hangzhou          | Katinka Hosszú         | 1989      | 29  | Hongrie     | 2 min 03 s 25      |
| 2021 Abou Dabi         | Sydney Pickrem         | 1997      | 24  | Canada      | 2 min 04 s 29      |
| 2022 Melbourne         | Kate Douglass          | 2001      | 21  | États-Unis  | 2 min 02 s 12      |

### 400 m 4 nages dames
| Championnats           | Nageurs                | Naissance | Âge | Nationalité | Temps            |
| 1993 Palma de Majorque | Guohong Dai            |           |     | Chine       | 4 min 29 s 00 RM |
| 1995 Rio de Janeiro    | Joanne Malar           | 1975      | 20  | Canada      | 4 min 36 s 40    |
| 1997 Göteborg          | Emma Johnson           | 1980      | 17  | Australie   | 4 min 35 s 18    |
| 1999 Hong Kong         | Yana Klochkova         | 1982      | 17  | Ukraine     | 4 min 32 s 32    |
| 2000 Athènes           | Yana Klochkova         | 1982      | 18  | Ukraine     | 4 min 32 s 45    |
| 2002 Moscou            | Yana Klochkova         | 1982      | 20  | Ukraine     | 4 min 30 s 63    |
| 2004 Indianapolis      | Kaitlin Sandeno        | 1983      | 21  | États-Unis  | 4 min 30 s 12    |
| 2006 Shanghai          | Hui Qi                 | 1985      | 21  | Chine       | 4 min 34 s 28    |
| 2008 Manchester        | Kirsty Coventry        | 1983      | 23  | Zimbabwe    | 4 min 26 s 52 RM |
| 2010 Dubaï             | Mireia Belmonte García | 1990      | 20  | Espagne     | 4 min 24 s 21    |
| 2012 Istanbul          | Hannah Miley           | 1989      | 23  | Royaume-Uni | 4 min 23 s 14    |
| 2014 Doha              | Mireia Belmonte        | 1990      | 24  | Espagne     | 4 min 19 s 86 RM |
| 2016 Windsor           | Katinka Hosszú         | 1989      | 27  | Hongrie     | 4 min 21 s 67    |
| 2018 Hangzhou          | Katinka Hosszú         | 1989      | 29  | Hongrie     | 4 min 21 s 40    |
| 2021 Abou Dabi         | Tessa Cieplucha        | 1998      | 23  | Canada      | 4 min 25 s 55    |
| 2022 Melbourne         | Hali Flickinger        | 1994      | 28  | États-Unis  | 4 min 26 s 51    |

## Relais dames

### 4×100 m NL dames
| Championnats           | Nageurs                                                                  | Naissance           | Âge         | Nationalité | Temps            |
| 1993 Palma de Majorque | Bin Lu Yang Shan Jingyi Le Yuanyuan Jia                                  | 1975                | 18          | Chine       | 3 min 35 s 97 RM |
| 1995 Rio de Janeiro    | Na Chao Ying Shan Han Xue Jingyi Le                                      | 1975                | 20          | Chine       | 3 min 37 s 00    |
| 1997 Göteborg          | Jingyi Le Na Chao Ying Shan Yin Nian                                     | 1975                | 22          | Chine       | 3 min 34 s 55 RM |
| 1999 Hong Kong         | Alison Sheppard Claire Huddart Karen Pickering Sue Rolph                 | 1972 1971 1978      | 27 28 21    | Royaume-Uni | 3 min 36 s 88    |
| 2000 Athènes           | Louise Jöhncke Therese Alshammar Anna-Karin Kammerling Johanna Sjöberg   | 1975 1977 198 1978  | 24 23 20 22 | Suède       | 3 min 35 s 54    |
| 2002 Moscou            | Josefin Lillhage Therese Alshammar Johanna Sjöberg Anna-Karin Kammerling | 1980 1977 1978 1980 | 22 25 24 22 | Suède       | 3 min 35 s 09    |
| 2004 Indianapolis      | Amanda Weir Kara Lynn Joyce Lindsay Benko Jenny Thompson                 | 1986 1985 1976 1973 | 18 19 28 31 | États-Unis  | 3 min 35 s 07    |
| 2006 Shanghai          | Inge Dekker Hinkelien Schreuder Chantal Groot Marleen Veldhuis           | 1985 1984 1982 1979 | 21 22 24 27 | Pays-Bas    | 3 min 33 s 32 RM |
| 2008 Manchester        | Hinkelien Schreuder Femke Heemskerk Inge Dekker Marleen Veldhuis         | 1984 1987 1985 1979 | 24 21 23 29 | Pays-Bas    | 3 min 29 s 42    |
| 2010 Dubaï             | Femke Heemskerk Inge Dekker Hinkelien Schreuder Ranomi Kromowidjojo      | 1987 1985 1984 1990 | 23 25 26 20 | Pays-Bas    | 3 min 28 s 54    |
| 2012 Istanbul          | Megan Romano Jessica Hardy Lia Neal Allison Schmitt                      | 1991 1987 1995 1990 | 21 25 17 22 | États-Unis  | 3 min 31 s 01    |
| 2014 Doha              | Inge Dekker Femke Heemskerk Maud van der Meer Ranomi Kromowidjojo        | 1985 1987 1992 1990 | 29 27 22 24 | Pays-Bas    | 3 min 26 s 53 RM |
| 2016 Windsor           | Amanda Weir Kelsi Worrell Madison Kennedy Mallory Comerford              | 1986 1994 1987 1997 | 30 22 29 19 | États-Unis  | 3 min 28 s 82    |
| 2018 Hangzhou          | Olivia Smoliga Lia Neal Mallory Comerford Kelsi Dahlia                   | 1994 1995 1997 1994 | 24 23 21 24 | États-Unis  | 3 min 27 s 78    |
| 2021 Abou Dabi         | Abbey WeitzeilClaire CurzanKatharine BerkoffKate Douglass                | 1996 2004 2001 2001 | 25 17 20 20 | États-Unis  | 3 min 28 s 52    |
| 2021 Abou Dabi         | Kayla SanchezMargaret MacNeilRebecca SmithKaterine Savard                | 2001 2000 2000 1993 | 20 21 21 28 | Canada      | 3 min 28 s 52    |

### 4×200 m NL dames
| Championnats           | Nageurs                                                               | Date de naissance   | Âge           | Nationalité | Temps            |
| 1993 Palma de Majorque | Ying Shan Guanbin Zhou Jingyi Le Lu Bin                               | 1975                | 18            | Chine       | 7 min 52 s 45    |
| 1995 Rio de Janeiro    | Marianne Limpert Shannon Shakespeare Sarah Evanetz Joanne Malar       | 1972 1977 1975      | 23 18 20      | Canada      | 7 min 58 s 25    |
| 1997 Göteborg          | Lu Na Wang Yin Nian Yan Chen Ying Shan                                | 1981                | 16            | Chine       | 7 min 51 s 92 RM |
| 1999 Hong Kong         | Josefin Lillhage Louise Jöhncke Johanna Sjöberg Malin Svahnström      | 1980 1976 1978      | 19 23 21      | Suède       | 7 min 51 s 70 RM |
| 2000 Athènes           | Claire Huddart Nicola Jackson Karen Legg Karen Pickering              | 1971                | 29            | Royaume-Uni | 7 min 49 s 11 RM |
| 2002 Moscou            | Yanvei Xu Yingven Zhu Jingzhi Tang Yang Yu                            | 1984 1981 1986 1985 | 18 21 16 17   | Chine       | 7 min 46 s 30 RM |
| 2004 Indianapolis      | Dana Vollmer Rachel Komisarz Lindsay Benko Kaitlin Sandeno            | 1987 1976 1983      | 17 28 21      | États-Unis  | 7 min 47 s 72    |
| 2006 Shanghai          | Bronte Barratt Jessicah Schipper Shayne Reese Lisbeth Lenton          | 1989 1986 1982 1985 | 17 20 24 21   | Australie   | 7 min 46 s 96    |
| 2008 Manchester        | Inge Dekker Femke Heemskerk Marleen Veldhuis Ranomi Kromowidjojo      | 1985 1987 1979 1990 | 23 21 29<r>18 | Pays-Bas    | 7 min 38 s 90 RM |
| 2010 Dubaï             | Chen Qian Tang Yi Liu Jing Zhu Qianwei                                | 1993 1990           | 17 20         | Chine       | 7 min 35 s 94 RM |
| 2012 Istanbul          | Megan Romano Chelsea Chenault Shannon Vreeland Allison Schmitt        | 1991 1994 1991 1990 | 21 18 21 22   | États-Unis  | 7 min 39 s 25    |
| 2014 Doha              | Inge Dekker Femke Heemskerk Ranomi Kromowidjojo Sharon van Rouwendaal | 1985 1987 1990 1993 | 29 27 24 21   | Pays-Bas    | 7 min 32 s 85 RM |
| 2016 Windsor           | Katerine Savard Taylor Ruck Kennedy Goss Penny Oleksiak               | 1993 2000 1996 2000 | 23 16 20 16   | Canada      | 7 min 35 s 94 RM |
| 2018 Hangzhou          | Li Bingjie Yang Junxuan Zhang Yuhan Wang Jianjiahe                    | 2002 2002 1995 2002 | 16 16 23 16   | Chine       | 7 min 34 s 08    |
| 2021 Abou Dabi         | Summer McIntoshKayla SanchezKaterine SavardRebecca Smith              | 2006 2001 2000 1993 | 15 20 21 28   | Canada      | 7 min 32 s 96    |

### 4 × 100 m 4 nages Dames
| Championnats           | Nageurs    | Naissance                                                              | Âge                 | Nationalité | Temps            |
| 1993 Palma de Majorque | Chine      | Jingyi Le He Cihong Limin Liu Guohong Dai                              | 1975                | 18          | 3 min 57 s 73 RM |
| 1995 Rio de Janeiro    | Australie  | Elli Overton Samantha Riley Angela Kennedy Susie O'Neill               | 1974 1972 1976 1973 | 21 23 19 22 | 4 min 00 s 46    |
| 1997 Göteborg          | Chine      | Donghua Lu Han Xue Cai Huijue Jingyi Le                                | 1975                | 22          | 3 min 57 s 83    |
| 1999 Hong Kong         | Japon      | Mai Nakamura Masami Tanaka Ayari Aoyama Sumika Minamoto                | 1979 1979           | 20 20       | 3 min 57 s 62 RM |
| 2000 Athènes           | Suède      | Therese Alshammar Emma Igelström Johanna Sjöberg Anna-Karin Kammerling | 1977 1980 1978 1980 | 23 20 22 20 | 3 min 59 s 53    |
| 2002 Moscou            | Suède      | Therese Alshammar Emma Igelström Anna-Karin Kammerling Johanna Sjöberg | 1977 1980 1978      | 25 22 24    | 3 min 55 s 78 RM |
| 2004 Indianapolis      | Australie  | Sophie Edington Brooke Hanson Jessicah Schipper Lisbeth Lenton         | 1984 1978 1986 1985 | 20 26 18 19 | 3 min 54 s 95 RM |
| 2006 Shanghai          | Australie  | Tayliah Zimmer Jade Edmistone Jessicah Schipper Lisbeth Lenton         | 1985 1982 1986 1985 | 21 24 20 21 | 3 min 51 s 84 RM |
| 2008 Manchester        | États-Unis | Margaret HoelzerJessica HardyRachel KomisarzKara Denby                 | 1983 1987 1976 1986 | 25 21 32 22 | 3 min 51 s 36 RM |